# Cupiennius getazi
Espèce
Synonymes
- Cupiennius griseus F. O. Pickard-Cambridge, 1901

Cupiennius getazi est une espèce d'araignées aranéomorphes de la famille des Trechaleidae.

## Distribution
Cette espèce se rencontre au Costa Rica et au Panama.
Elle a été introduite en Grande-Bretagne, en Belgique et en Allemagne.

## Description
La femelle holotype mesure 25 mm.
Le mâle décrit par Lachmuth, Grasshoff et Barth en 1985 mesure 21 mm et la femelle 27 mm.

## Systématique et taxinomie
Cette espèce a été décrite par Simon en 1891.
Cupiennius griseus a été placée en synonymie par Lachmuth, Grasshoff et Barth en 1985.

## Étymologie
Cette espèce est nommée en l'honneur d'André Gétaz.

## Publication originale
- Simon, 1891 : « Descriptions de quelques arachnides du Costa Rica communiqués par M. A. Getaz (de Genève). » Bulletin de la Société Zoologique de France, vol. 16, p. 109-112 (texte intégral).